# چهل امیران (چنگ الماس)
چهل امیران (بیجار)، روستایی از توابع بخش چنگ الماس شهرستان بیجار در استان کردستان ایران است.
این روستا در اواخر سال ۱۳۹۷ و اوایل سال ۱۳۹۷ به دلیل بالا آمدن سطح آب سد تالوار کاملاً به زیر آب رفت و آثاری از ابنیه آن به جای نماند.
روند از بین رفتن روستا بر اساس تصاویر ماهواره ای گوگل:
در تصویر سال ۲۰۱۷ (بالا) مشاهده می‌شود آب تا همجواری روستا آمده و بسیار از زمین‌های روستائیان را گرفته‌است.

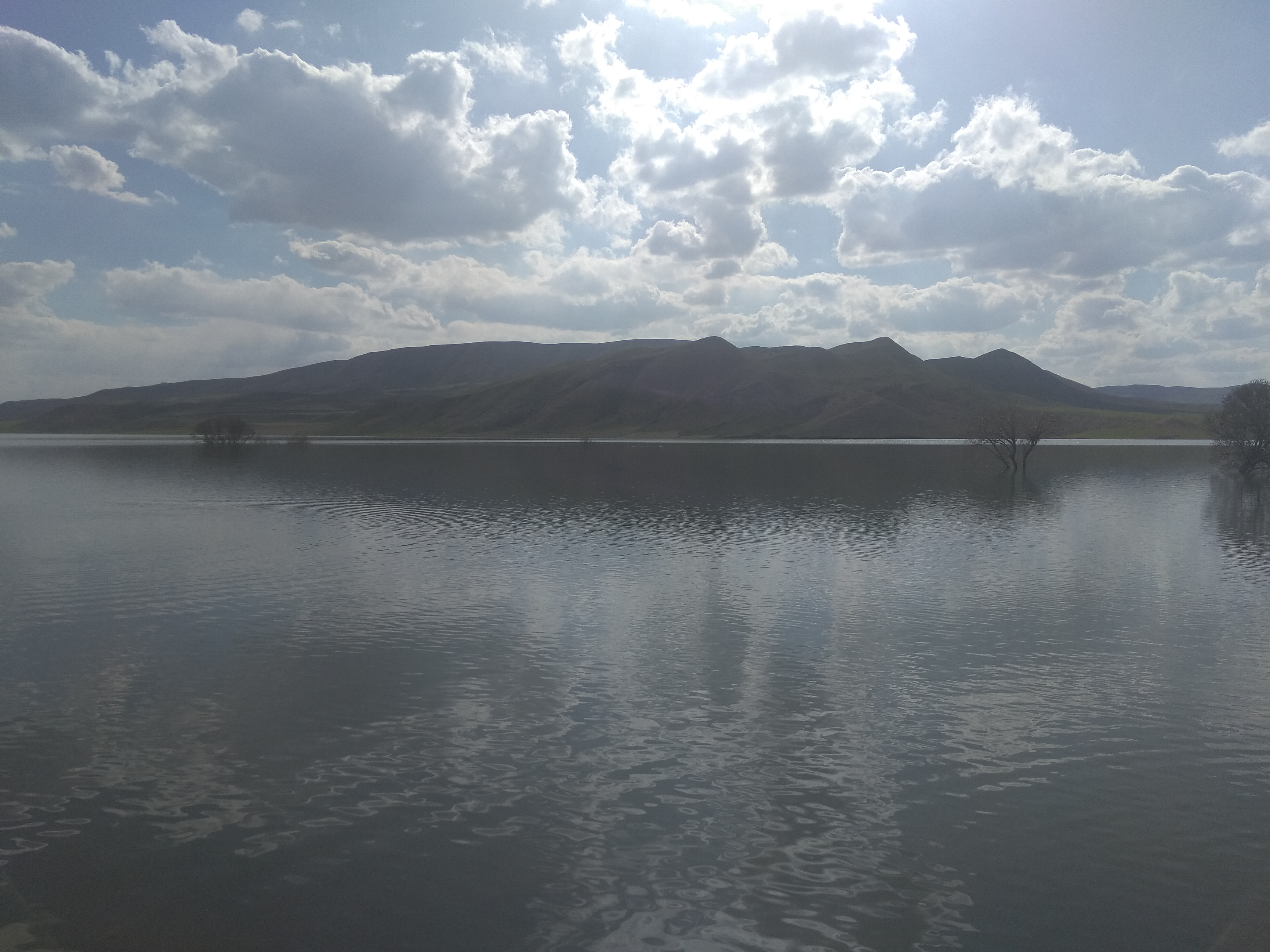
محدوده روستای زیر آب رفته چهل امیران چنگ الماس در شهرستان بیجار

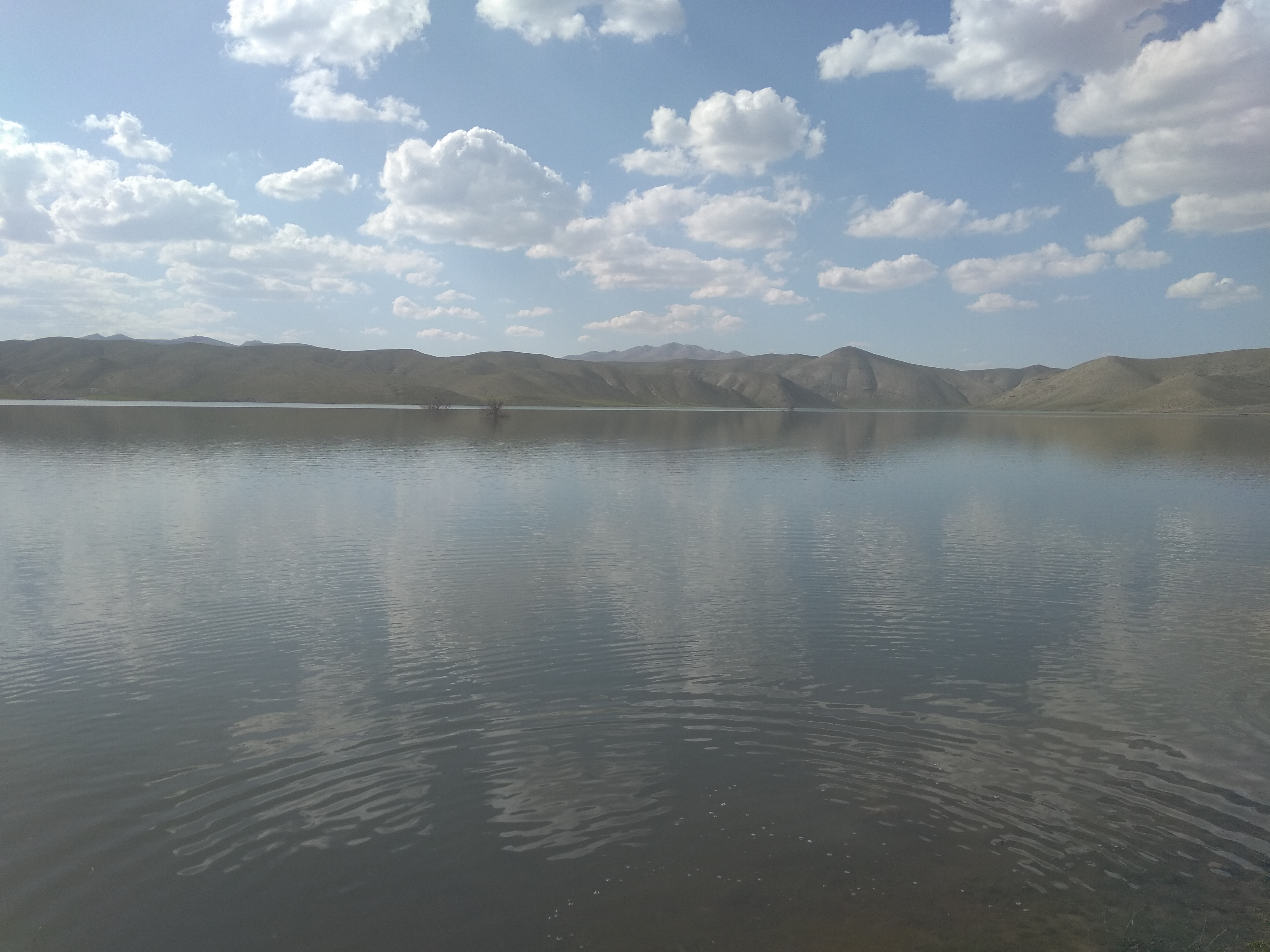
محدوده روستای زیر آب رفته چهل امیران چنگ الماس در شهرستان بیجار

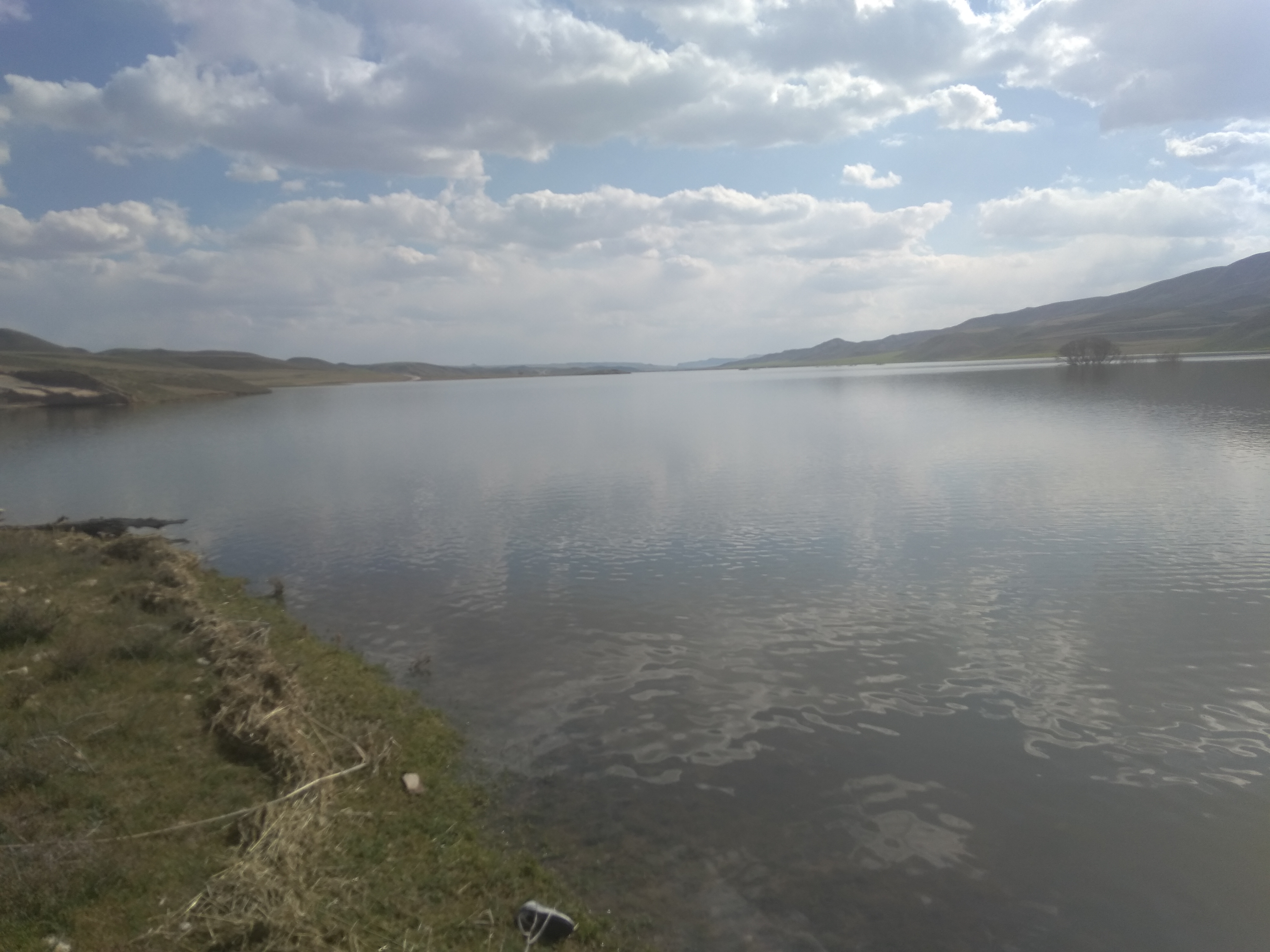
محدوده روستای زیر آب رفته چهل امیران چنگ الماس در شهرستان بیجار

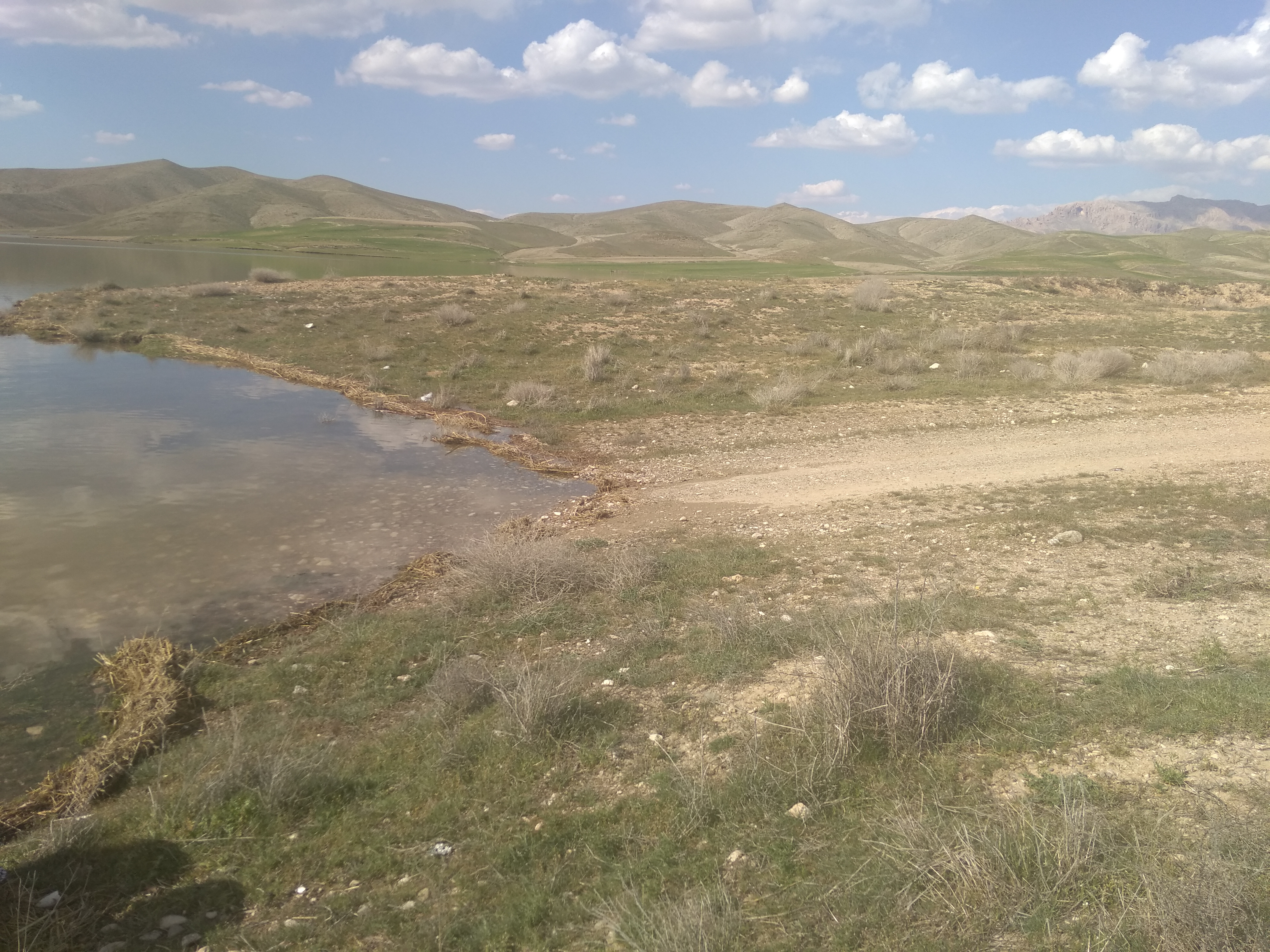
محدوده جاده ورودی به روستای زیر آب رفته چهل امیران چنگ الماس در شهرستان بیجار

در تصاویر فوق که در اردیبهشت ماه ۱۳۹۸ گرفته شده کاملاً مشخص است که روستا به زیر آب رفته و بجز چند درخت هیچ اثری از روستای چهل امیران باقی نمانده‌است.
برابر قانون هزینه زمین‌های کشاورزی و خانه‌های روستائیان در طی چندین نوبت پرداخت گردیده‌است.

مردم روستا طی سالیان اخیر جهت ادامه زندگی به شهرهای همجوار نظیر بیجار، همدان و تهران مهاجرت نموده‌اند.

## جمعیت
این روستا در دهستان بابارشانی قرار دارد و براساس سرشماری مرکز آمار ایران در سال ۱۳۸۵، جمعیت آن ۱۲۰ نفر (۲۷خانوار) بوده‌است.

## آثار تاریخی
تپه قشلاق چهل امیران تپه‌ای بازمانده از دوره مس و سنگ
کاوش‌های انجام شده در تپه قشلاق چهل امیران نشان می‌دهد که این تپه بازمانده دوره مس و سنگ است.
برابر اعلام آقای آذر شب معاون میراث فرهنگی اداره کل میراث فرهنگی، صنایع دستی و گردشگری استان کردستان حدود ۱۰ اثر ثبتی و ۸ اثر تاریخی در حوضه سد نزدیک به این تپه غرق آب می‌شوند، که با توجه به اینکه محدوده آبگیر سد در خاک کردستان و مدیریت سد در حوزه آب منطقه‌ای استان زنجان واقع شده متأسفانه میراث فرهنگی برای حفظ این تپه باستانی تاکنون به هیچ نتیجه‌ای نرسیده‌است.
وی ادامه داد: در ضمن در سال ۸۹ سه اثر از آثار تاریخی این منطقه کاوش و کار ثبت اطلاعات آن توسط پژوهشکده باستان‌شناسی انجام شد، ولی برای نجات بخشی کاوش و ثبت اطلاعات آثار تاریخی دیگر باید تلاش کنیم و آب منطقه‌ای استان زنجان باید همکاری‌های لازم را برای حفظ این آثار به جامانده از گذشتگان با پژوهشکده باستان‌شناسی و اداره کل میراث فرهنگی کردستان انجام دهد.